# 雅廉訪大馬路
雅廉訪大馬路（葡萄牙語：Avenida do Ouvidor Arriaga），位在澳門半島中部，西北-東南走向，位於美副將大馬路與高士德大馬路之間且與它們平行。東端由士多紐拜斯大馬路起，西端至沙梨頭海邊大馬路。全長為805米。

## 歷史
2007年8月10日下午起，土地工務運輸局對雅廉訪大馬路上的多個站點作出調整，取消「雅廉訪／郵政局」、「石獅子」站、而「雅廉訪／芬香閣」、「雅廉訪／羅神父街」站將合併，新站設於兩站之間近越秀花園的位置，命名為「雅廉訪／俾利喇」。
2010年8月，配合民政總署於雅廉訪大馬路與爹利仙拿姑娘街交界中央綠化帶設置垃圾壓縮桶，當局取消部分電單車停泊區及咪錶泊位。除位於雅廉訪大馬路的垃圾站因空間所限，無法改為泊車位外，位於爹利仙拿姑娘街的兩個垃圾站將調整為一個五小時咪錶泊位及電單車停泊區，而位於連勝馬路近聖心中學的垃圾站亦會改為一個五小時咪錶泊車位。
2010年12月，“高士德大馬路下水道重整工程”動工，4、6、8、17、N2路線改道行駛，其中4、6路線臨時停靠「幸運閣」站及「雅廉訪／培英」站；17、N2路線會臨時停靠「幸運閣」站；8路線在停靠「提督馬路／雅廉訪」站後，改經該路段後駛入羅神父街，再進入亞利鴉架街後按原線行駛。
2011年12月18日，因應高士德大馬路下水道重整工程全面竣工，4、17路線臨時改道措施調整為永久實施，19路線不再途經美副將大馬路並取道該路段後按原線行駛。6、32、N2路線恢復途經高士德大馬路，9、9A、28C路線改經高士德大馬路。
2012年7月30日，接收一幅位於提督馬路、正對雅廉訪大馬路路口總面積800多平方米的土地，有關地段開闢成公共道路，以延伸雅廉訪大馬路並貫通至林茂塘及筷子基一帶。其後開展打通位於沙梨頭海邊大馬路至提督馬路一段的該路段工程，涉及的施工面積為1,600平方米左右，配合兩邊已使用的道路，工程主要包括開通一條長約50米、共闊20多米的雙向四線混凝土行車路面及行人道，建立清、污分流下水道系統，同時鋪設雨水集水井、電訊管網及交通燈管網等，而電訊公司、電力公司及自來水公司亦會同時進行管線鋪設工作，避免重覆開挖路面。 隨後承批公司因配合政府基建而總共放棄1,242平方米的可用作商住用途之批地，而政府向承批公司批出一幅面積896平方米土地作為置換，位於林茂海邊大馬路，稱為"M"地段的批地，用以興建樓高21層的商住樓宇，作為承批公司放棄位於提督馬路總面積1,242平方米土地的回報。 新批地較之原批地面積減少了346平方米，承批人除須繳付800多萬元的溢價金，在特別負擔方面，須於樓宇建成後，將一個面積為491平方米的社會設施獨立單位、3個汽車停車位及1個電單車車位交予特區政府，亦須繳付批地邊上、沙梨頭海邊大馬路一段共計1,464平方米道路的建造工程費用。
2012年8月4日，配合路段打通工程進行，來自提督馬路往白朗古將軍大馬路方向的車輛將禁止右轉進入雅廉訪大馬路。
2012年10月30日，隨著有關工程已經完成，連接沙梨頭新街的雅廉訪大馬路於當天上午開放作單向行車，即車輛只能由雅廉訪大馬路或提督馬路經新道路往筷子基方向行駛，餘下部分路面則會設置約72米長的電單車泊車區，以回應區內對車位的訴求。
2013年3月16日，因應台山白朗古將軍馬路及李寶椿街經已貫通，為紓緩周邊的巴波沙大馬路及關閘馬路等道路的交通壓力，並利用新闢道路加快周轉以提升班次，16、25X路線調整行程並取道新貫通道路前往台山及關閘。
2016年3月19日，因應沙梨頭新街及沙梨頭海邊大馬路工程完成，當局調整白朗古將軍大馬路周邊路段的行車安排及相關巴士路線。其中增加往美副將大馬路方向的行車道、限制重型車輛經提督馬路轉入白朗古將軍大馬路、禁止車輛經俾若翰街右轉入白朗古將軍大馬路，以及增設上落貨區等。巴士方面，1、7、7A、9、9A、16、25X、N1A路線則原線行駛至提督馬路或雅廉訪大馬路，改經沙梨頭新街、飛喇士街至白朗古將軍大馬路後再按原線行駛。
2022年6月25日至9月22日，市政署開展“雅廉訪大馬路排洪雨水管道下游管段擴容工程”，期間有臨時交通安排。

## 名稱起源
雅廉訪大馬路路名來自一個澳門官員及其官銜。雅利亞加（Miguel José de Arriaga Brum da Silveira）於1802年由葡萄牙來澳，曾任議事公局的特別法官。中文路名則只取一“雅”字代表其名，官銜卻翻譯成古色古香的“廉訪”（源自元朝“肅政廉訪司”，即監察御史）。
過去，馬路兩旁多是兩層的花園洋房，在1960年代開始已陸續改建為大廈，從住宅區變成商住區了。

## 公共巴士
M90 雅廉花園（Edf. Nga Lim）
路線：4、8A、19
M97 雅廉訪／俾利喇（Ouvidor Arriaga / Xavier Pereira）
路線：16、16S、65
M101 幸運閣（Edf. Hang Wan Kok）
路線：4、8A、17
M106 雅廉訪／聖心（Ouvidor Arriaga / Esc. S. C. Jesus）
路線：7、16、16S、65